# Dekanat Chełmża
Dekanat Chełmża – jeden z 24 dekanatów w rzymskokatolickiej diecezji toruńskiej.

## Historia
Dekanat chełmżyński niegdyś należał do diecezji chełmińskiej z siedzibą w Pelplinie. Od 25 marca 1992 roku przynależy on do diecezji toruńskiej, którą utworzył  papież Jan Paweł II bullą "Totus Tuus Poloniae Populus". Obecny kształt dekanat uzyskał 2 grudnia 2001 roku po reorganizacji struktur diecezjalnych, którą przeprowadził ówczesny biskup toruński Andrzej Suski.

## Parafie
Lista parafii (stan z 8 sierpnia 2025):
| Lp | Miejscowość / parafia                                    | Proboszcz / administrator    | Zdjęcie |
| -- | -------------------------------------------------------- | ---------------------------- | ------- |
| 1  | Chełmża parafia św. Mikołaja                             | ks. kan. Krzysztof Badowski  |         |
| 2  | Dźwierzno parafia Wniebowzięcia Najświętszej Maryi Panny | ks. Łukasz Snopek            |         |
| 3  | Gostkowo parafia Wniebowzięcia Najświętszej Maryi Panny  | ks. kan. Władysław Erdmański |         |
| 4  | Grzegorz parafia św. Andrzeja Boboli                     | ks. Marek Wysocki            |         |
| 5  | Grzywna parafia św. Katarzyny Aleksandryjskiej           | ks. kan. Wiesław Roczniak    |         |
| 6  | Kiełbasin parafia Narodzenia NMP                         | ks. Marcin Nowicki           |         |
| 7  | Papowo Biskupie parafia św. Mikołaja                     | ks. kan. Stanisław Szuca     |         |
| 8  | Papowo Toruńskie parafia św. Mikołaja                    | ks. Jarosław Ciechanowski    |         |

## Sąsiednie dekanaty
Bierzgłowo, Chełmno, Kowalewo Pomorskie, Toruń I, Toruń II, Toruń III, Unisław, Wąbrzeźno